# Forum social européen
Pour les articles homonymes, voir FSE.
Le Forum social européen (FSE) est l'une des déclinaisons continentales du Forum social mondial (FSM), à côté du Forum des Amériques, du Forum social asiatique, etc. La première organisation du FSE eut lieu en 2002 à Florence.
Un Forum social consiste en un espace de rencontres et d'échanges conçu pour permettre des réflexions de fond, des débats d'idées, la mise à jour de propositions et d'alternatives, l'échange d'expériences et de projets d'actions, entre les différentes entités et mouvements de la société civile se disant « engagés dans la construction d'un autre monde possible centré autour de la personne humaine, et non sur le profit économique ».

## Histoire

### Premier FSE (Florence 2002)
Le FSE de Florence a lieu du 6 au 10 novembre 2002 à la Fortezza da Basso et rassemble près de 60 000 personnes, autour de thèmes de la résistance à la globalisation néo-libérale et en faveur d'une justice globale.
Le slogan de ce forum était « contre la guerre, le racisme et le néo-libéralisme », en référence spécifique au plan de George W. Bush pour l'Irak.

### Second FSE Paris 2003

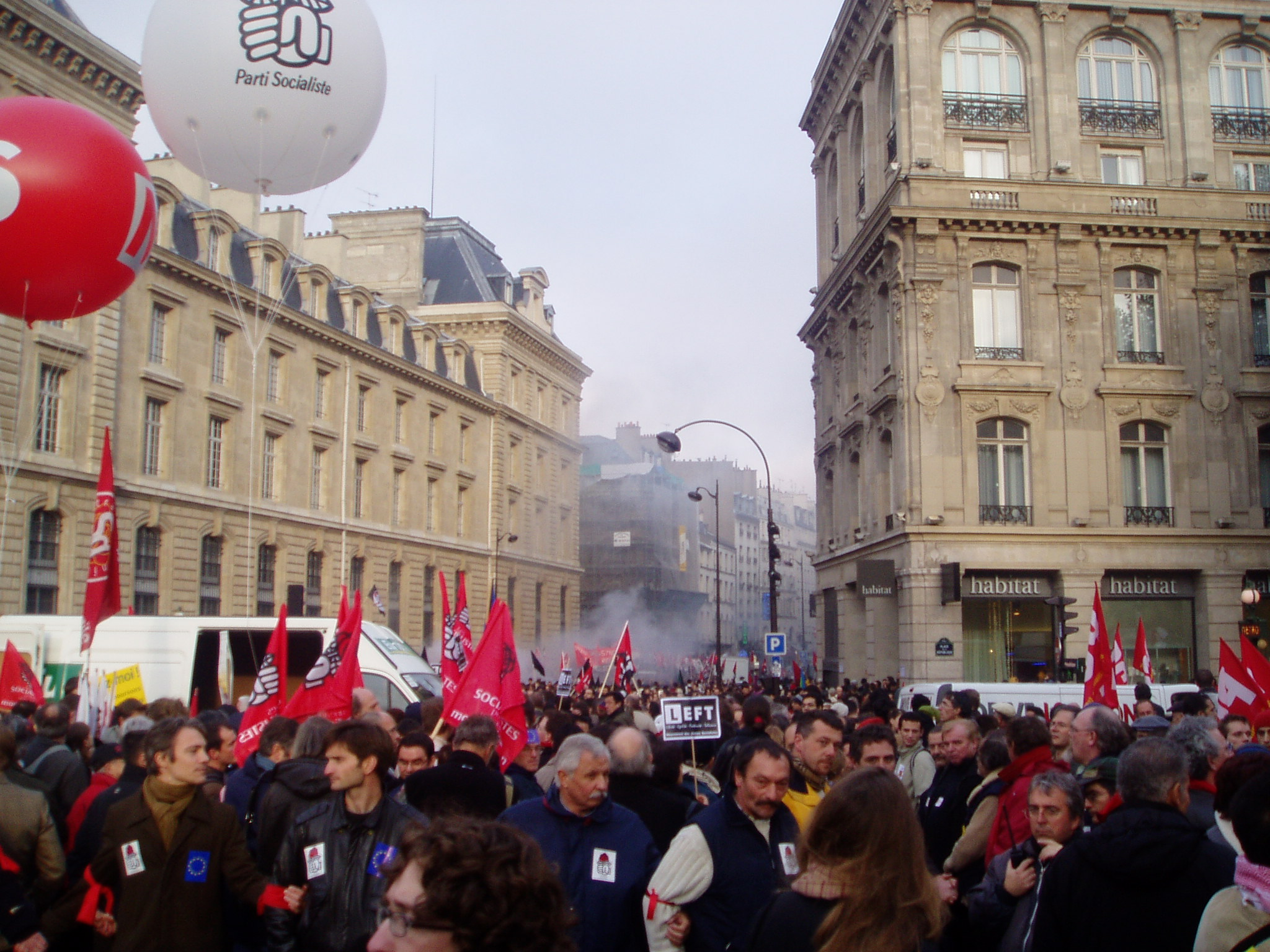
Manifestation au FSE de Paris en 2003

Plus de 40 000 inscrits au forum 2003 dont des ONG, des organisations syndicales, anticapitalistes et le secours catholique. Quelques personnalités se présentèrent aussi au forum, dont José Bové, Laurent Fabius, François Hollande. Les groupes politiques les plus visibles furent la Ligue communiste révolutionnaire (LCR) et le Parti communiste français (PCF). Le parti socialiste était présent. À côté des participants officiels il y a aussi eu beaucoup de participants non inscrits qui portent le nombre total de participants à 50 000 personnes.

### Troisième FSE (Londres 2004)
Le troisième FSE a lieu à Londres en 2004. Plus de 20 000 personnes de 70 pays différents assistèrent aux réunions.

### Quatrième FSE (Athènes 2006)

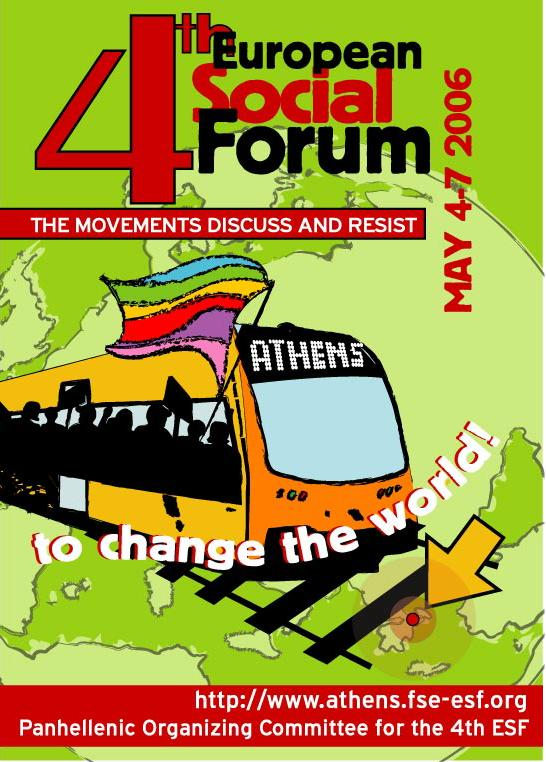
Une affiche du Forum social européen d'Athènes.

Le quatrième Forum social européen s'est tenu à Athènes, en Grèce, du 4 au 7 mai 2006. Selon les organisateurs, plus de 35 000 personnes se seraient inscrites. Les médias ont annoncé que la manifestation du samedi 7 mai après-midi, avait réuni environ 80 000 manifestants.

### Cinquième FSE (Malmö 2008)
Le cinquième Forum social européen s'est déroulé à Malmö en Suède, du 17 au 21 septembre 2008.

### Sixième FSE (Istanbul 2010)
Le sixième Forum social européen s'est tenu à Istanbul, en Turquie, du 1er au 4 juillet 2010 et rassemble entre 3 000 et 5 000 participants seulement,.

## Fin et remplacement par d'autres mouvement
Pierre Khalfa, de l'association Attac France, fait l'analyse que la diversité des courants politiques qui traversent le FSE (et qui faisaient au début sa force) a fini par être sa perte car le FSE n'a pas su surpasser « cette diversité pour arriver à élaborer des propositions alternatives communes et des mobilisations capables de peser sur la situation en Europe ». La faiblesse des propositions du FSE et le manque d'unité dans le rassemblement est soulevé par plusieurs associations et médias,,.
D'autres mouvements comme le Join Social Summit et l'Altersummit tentent de dépasser les problèmes rencontrés par le FSE.